# HC Dinamo Moskou
HC Dinamo Moskou (Russisch: ХК Динамо Москва), is een Russische ijshockeyclub die speelt in de Kontinental Hockey League (KHL). De club werd opgericht in 1946. Dinamo speelt zijn thuiswedstrijden in de VTB Arena in Moskou.

## Erelijst
Sovjetkampioenschappen (5): 1947, 1954, 1990, 1991, 1992 (GOS)
Sovjet Cup (3): 1953, 1972, 1976
Vysshaya Liga (2): 2000, 2005
IHL Championship (2): 1993, 1995
IHL Cup (3): 1993, 1995, 1996
IIHF European Champions Cup (1): 2006
Kontinental Hockey League
- Gagarin Cup (2): 2012, 2013
- Continental Cup (2): 2014, 2024
- Opening Cup (3): 2011, 2013, 2014

Spengler Cup (2): 1983, 2008
Ahearne Cup (2): 1975, 1976
Tampere Cup (2): 1991, 1992

## Wedstrijden tegen NHL teams
| Datum             | Plaats                               | Thuis               | Uitslag | Uit                 |
| ----------------- | ------------------------------------ | ------------------- | ------- | ------------------- |
| 26 december 1979  | Pacific Coliseum, Vancouver          | Vancouver Canucks   | 6 – 2   | Dinamo Moskou       |
| 2 januari 1980    | Winnipeg Arena, Winnipeg             | Winnipeg Jets       | 0 – 7   | Dinamo Moskou       |
| 4 januari 1980    | Northlands Coliseum, Edmonton        | Edmonton Oilers     | 1 – 4   | Dinamo Moskou       |
| 8 januari 1980    | Capital Centre, Washington D.C.      | Washington Capitals | 5 – 5   | Dinamo Moskou       |
| 29 december 1985  | Scotiabank Saddledome, Calgary       | Calgary Flames      | 4 – 3   | Dinamo Moskou       |
| 4 januari 1986    | Mellon Arena, Pittsburgh             | Pittsburgh Penguins | 3 – 3   | Dinamo Moskou       |
| 6 januari 1986    | Boston Garden, Boston                | Boston Bruins       | 4 – 6   | Dinamo Moskou       |
| 8 januari 1986    | Buffalo Memorial Auditorium, Buffalo | Buffalo Sabres      | 4 – 7   | Dinamo Moskou       |
| 17 september 1989 | Olympisch Stadion Loezjniki, Moskou  | Dinamo Moskou       | 7 – 2   | Washington Capitals |
| 29 december 1989  | Mellon Arena, Pittsburgh             | Pittsburgh Penguins | 2 – 5   | Dinamo Moskou       |
| 31 december 1989  | Maple Leaf Gardens, Toronto          | Toronto Maple Leafs | 4 – 7   | Dinamo Moskou       |
| 3 januari 1990    | Buffalo Memorial Auditorium, Buffalo | Buffalo Sabres      | 4 – 2   | Dinamo Moskou       |
| 6 januari 1990    | Brendan Byrne Arena, Newark          | New Jersey Devils   | 7 – 1   | Dinamo Moskou       |
| 9 januari 1990    | Boston Garden, Boston                | Boston Bruins       | 1 – 3   | Dinamo Moskou       |
| 16 september 1990 | Olympisch Stadion Loezjniki, Moskou  | Dinamo Moskou       | 4 – 1   | Montreal Canadiens  |
| 1 januari 1991    | Maple Leaf Gardens, Toronto          | Toronto Maple Leafs | 7 – 4   | Dinamo Moskou       |
| 3 januari 1991    | Hartford Civic Center, Hartford      | Hartford Whalers    | 0 – 0   | Dinamo Moskou       |
| 6 januari 1991    | Brendan Byrne Arena, Newark          | New Jersey Devils   | 2 – 2   | Dinamo Moskou       |
| 8 januari 1991    | Capital Centre, Washington D.C.      | Washington Capitals | 3 – 2   | Dinamo Moskou       |
| 10 januari 1991   | Spectrum, Philadelphia               | Philadelphia Flyers | 1 – 4   | Dinamo Moskou       |
| 12 januari 1991   | Mellon Arena, Pittsburgh             | Pittsburgh Penguins | 3 – 4   | Dinamo Moskou       |
| 15 januari 1991   | Colisée de Québec, Quebec            | Québec Nordiques    | 1 – 4   | Dinamo Moskou       |